# Turati (metropolitana di Milano)
Turati è una stazione della linea M3 della metropolitana di Milano.

## Storia
La stazione fu costruita come parte della prima tratta, da Centrale FS a Duomo, della linea M3 della metropolitana, entrata in servizio il 3 maggio 1990.

## Strutture e impianti
Venne costruita a binari sovrapposti per evitare il passaggio sotto gli edifici. Al livello inferiore si trova il binario dispari, in direzione di San Donato, e a quello superiore il binario pari, in direzione di Comasina.
Il mezzanino, posto in posizione laterale, fu scavato a cielo aperto, indipendentemente dalle gallerie della linea.
Presenta uscite, oltre che in via Filippo Turati, anche in via Principe Amedeo e via Montebello.

## Interscambi
Nelle vicinanze della stazione effettuano fermata alcune linee urbane, tranviarie ed automobilistiche, gestite da ATM.
- Fermata tram (linea 1)
- Fermata autobus

## Servizi
La stazione dispone di:
- Accessibilità per portatori di handicap
- Ascensori
- Scale mobili
- Emettitrice automatica biglietti
- Servizi igienici
- Stazione video sorvegliata